# Meister der Ulrichslegende

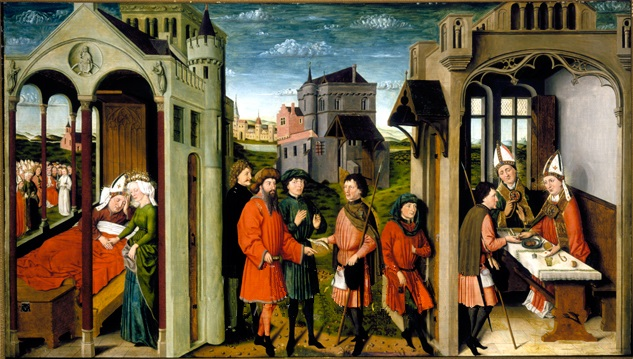
Legende des heiligen Ulrich (um 1450)

Als Meister der Ulrichslegende oder auch Ulrichsmeister wird ein gotischer Maler bezeichnet, der nach 1450 wohl in Augsburg tätig war. Der namentlich nicht bekannte Künstler erhält seinen Notnamen nach zwei von ihm geschaffenen Bildern mit Darstellungen aus der Legende des heiligen Ulrich, Stadtpatron von Augsburg. Die auf Holzpaneele gemalten Werke sind dort an der nördlichen Querhauswand in der Basilika St. Ulrich und Afra zu finden und stellen unter anderem das Fischwunder des hl. Ulrich dar. Da eines der Bilder wohl das Innere der 1474 zerstörten romanischen Vorgängerkirche von St. Ulrich und Afra abbildet, sind sie vor diesem Zeitpunkt entstanden. Die Rückseite der Bilder ist unbemalt, sie waren daher vermutlich als Wandverkleidung gedacht.
Die Komposition der Szenen und beispielsweise die Kleidung der Figuren in den Bildern der Ulrichslegende weisen auf den Einfluss burgundischer Buchmaler hin. Aber auch zeitgenössische Malerei aus Flandern war dem Meister der Ulrichslegende wohl vertraut. Bis Mitte des 15. Jahrhunderts hatte hauptsächlich der Einfluss böhmischer Malerei die Entwicklung dieser Kunstrichtung in Augsburg bestimmt. Jedoch waren dann nach 1455 Werke niederländischer Maler in Augsburg zu finden, und niederländische Maler ließen sich um diese Zeit in der Stadt nieder. Wenn auch nicht direkt nachweisbar, so kann doch vermutet werden, dass auch für den Meister der Ulrichslegende niederländische Vorbilder wie Rogier van der Weyden von Bedeutung waren. Ob der unbekannte Meister aber ein zeitweise in Augsburg weilender Niederländer war, ist umstritten.
Umstritten ist auch die Zuweisung einiger weniger anderer Werke an den Meister der Ulrichslegende, wie etwa das Porträt eines Mannes (Bildnis des Stadtschreibers) im Kunstmuseum Basel oder Vorarbeiten zu einem anderen Porträt in der Bayerischen Staatsgemäldesammlung. Eine manchmal vorgeschlagene Verbindung zwischen frühen Werken von Hans Holbein und denen des Meisters der Ulrichslegende besteht nicht.